# Cartoon (banda)
Cartoon é um banda brasileira de rock progressivo, que surgiu em Minas Gerais em 1995 e é considerada por alguns especialistas no estilo um dos principais nomes do rock progressivo mineiro e brasileiro. Já fizeram shows em festivais internacionais como o Canadian Music Week e o Canadian Music Fest (Canadá), Youbloom (Irlanda), Youbloom LA (Estados Unidos), BAFIM (Argentina) e MIDEM (França).
O nome da banda veio no início dos anos 1990, quando a palavra não era popular no Brasil, fruto da paixão dos membros por desenhos animados - segundo o vocalista Khadhu Capanema, muitas das canções do grupo "são como desenhos animados, onde tudo pode acontecer."
O primeiro CD, Martelo, foi lançado em 1999. O segundo CD, lançado em 2002, foi intitulado Bigorna. Em 2009, a banda participou do álbum Hubris I & II, lançado pelo músico conterrâneo Andreas Kisser, da banda Sepultura. O quarto CD, Unbeatable, lançado em 2013, é influenciado pelo rock dos anos 1970.
Ainda em 2013, a banda foi uma das cinco finalistas do reality show Breakout Brasil, da Sony Spin, sendo selecionados entre outras 2200 bandas.

## Integrantes
- Khadhu Capanema - vocal, baixo, esraj, violão
- Khykho Garcia - guitarra, violão, baixo e vocal
- Raphael Rocha - piano, teclado, hammond, mellotron, vocal
- Bhydhu Capanema - bateria, percussão

### Ex-integrantes
- Vlad - guitarra, violão, baixo e vocal
- Boxexa - piano, teclado e vocal

## Discografia
- Martelo (1999)
- Bigorna (2002)
- Estribo (2008)
- Unbeatable (2013)
- V (2017)